# Indianapolis 500 in 1987
De 71e Indianapolis 500 werd gereden op zondag 24 mei 1987 op de Indianapolis Motor Speedway. Penske Racing coureur Al Unser won de race voor de vierde en laatste keer in zijn carrière.

## Startgrid
Mario Andretti won de poleposition. Winnaar van de race Al Unser vertrok van op de twintigste startplaats. Emerson Fittipaldi, die zich op de tiende startplaats had gekwalificeerd, vertrok vanaf de laatste startplaats nadat hij zijn wagen vernield had tijdens een crash en de race moest rijden in de reservewagen.
| Rij | Binnen              | Midden            | Buiten                |
| --- | ------------------- | ----------------- | --------------------- |
| 1   | Mario Andretti      | Bobby Rahal       | Rick Mears            |
| 2   | A.J. Foyt           | Roberto Guerrero  | Dick Simon            |
| 3   | Arie Luyendyk       | Johnny Rutherford | Michael Andretti      |
| 4   | Ludwig Heimrath Jr. | Rich Vogler       | Jeff MacPherson       |
| 5   | Scott Brayton       | Geoff Brabham     | Gary Bettenhausen     |
| 6   | Danny Sullivan      | Fabrizio Barbazza | Gordon Johncock       |
| 7   | Derek Daly          | Al Unser          | Tom Sneva             |
| 8   | Al Unser Jr.        | Randy Lewis       | Kevin Cogan           |
| 9   | Josele Garza        | Stan Fox          | Tony Bettenhausen Jr. |
| 10  | Davy Jones          | Pancho Carter     | Ed Pimm               |
| 11  | George Snider       | Steve Chassey     | Emerson Fittipaldi    |

## Race
Mario Andretti had de race gedomineerd. Hij reed 170 ronden aan de leiding van de race, maar tijdens de 177e ronde moest hij vertragen door een mechanisch probleem aan zijn wagen, drie ronden later gaf hij op. De leiding werd overgenomen door Roberto Guerrero, die enkele ronden later een pitstop maakte. Zijn wagen had mechanische problemen en bij het vertrekken uit de pitbox viel zijn motor stil. Hij kon evenwel alsnog vertrekken en de race uitrijden. Al Unser reed de laatste 17 ronden aan de leiding en won de race voor de vierde en laatste keer in zijn carrière.
Tijdens de 130e ronde kwam er een wiel los van Tony Bettenhausens wagen. Het werd aangereden door Roberto Guerrero en het wiel werd in het publiek gekatapulteerd. Een toeschouwer die het wiel tegen zijn hoofd kreeg, overleefde de klap niet.
| #                                                                                  | Coureur                 | Auto            | Ronden | Opgave     |
| ---------------------------------------------------------------------------------- | ----------------------- | --------------- | ------ | ---------- |
| 1                                                                                  | Al Unser                | March-Cosworth  | 200    |            |
| 2                                                                                  | Roberto Guerrero        | March-Cosworth  | 200    |            |
| 3                                                                                  | Fabrizio Barbazza (R)   | March-Cosworth  | 198    |            |
| 4                                                                                  | Al Unser Jr.            | March-Cosworth  | 196    |            |
| 5                                                                                  | Gary Bettenhausen       | March-Cosworth  | 195    |            |
| 6                                                                                  | Dick Simon              | Lola-Cosworth   | 193    |            |
| 7                                                                                  | Stan Fox (R)            | March-Cosworth  | 192    |            |
| 8                                                                                  | Jeff MacPherson (R)     | March-Judd      | 182    |            |
| 9                                                                                  | Mario Andretti          | Lola-Chevrolet  | 180    | Mechanisch |
| 10                                                                                 | Tony Bettenhausen Jr.   | March-Cosworth  | 171    | Mechanisch |
| 11                                                                                 | Johnny Rutherford       | March-Cosworth  | 171    |            |
| 12                                                                                 | Scott Brayton           | March-Cosworth  | 167    | Mechanisch |
| 13                                                                                 | Danny Sullivan          | March-Chevrolet | 160    | Mechanisch |
| 14                                                                                 | Tom Sneva               | March-Buick     | 143    | Ongeval    |
| 15                                                                                 | Derek Daly              | March-Buick     | 133    | Mechanisch |
| 16                                                                                 | Emerson Fittipaldi      | March-Chevrolet | 131    | Mechanisch |
| 17                                                                                 | Josele Garza            | March-Cosworth  | 129    |            |
| 18                                                                                 | Arie Luyendyk           | March-Cosworth  | 125    | Mechanisch |
| 19                                                                                 | A.J. Foyt               | Lola-Cosworth   | 117    | Mechanisch |
| 20                                                                                 | Rich Vogler             | March-Buick     | 109    | Mechanisch |
| 21                                                                                 | Ed Pimm                 | March-Cosworth  | 109    | Mechanisch |
| 22                                                                                 | Gordon Johncock         | March-Buick     | 76     | Mechanisch |
| 23                                                                                 | Rick Mears              | March-Chevrolet | 75     | Mechanisch |
| 24                                                                                 | Geoff Brabham           | March-Judd      | 71     | Mechanisch |
| 25                                                                                 | Steve Chassey           | March-Cosworth  | 68     | Mechanisch |
| 26                                                                                 | Bobby Rahal             | Lola-Cosworth   | 57     | Mechanisch |
| 27                                                                                 | Pancho Carter           | March-Cosworth  | 45     | Mechanisch |
| 28                                                                                 | Davy Jones (R)          | March-Cosworth  | 34     | Mechanisch |
| 29                                                                                 | Michael Andretti        | March-Cosworth  | 28     | Mechanisch |
| 30                                                                                 | Ludwig Heimrath Jr. (R) | Lola-Cosworth   | 25     | Ongeval    |
| 31                                                                                 | Kevin Cogan             | March-Chevrolet | 21     | Mechanisch |
| 32                                                                                 | Randy Lewis (R)         | March-Cosworth  | 8      | Mechanisch |
| 33                                                                                 | George Snider           | March-Chevrolet | 0      | Mechanisch |
| Gemiddelde snelheid : 260,995 km/h - Snelste Ronde : Roberto Guerrero, 329,93 km/h |                         |                 |        |            |
| Aantal neutralisaties : 10 (55 van de 200 ronden in totaal)                        |                         |                 |        |            |